# Liste thermischer Kraftwerke in Oberösterreich
Die Liste thermischer Kraftwerke in Oberösterreich enthält Informationen zu Wärmekraftwerken, die sich im Bundesland Oberösterreich befinden. Wärmekraftwerke, auch als thermische oder kalorische Kraftwerke bezeichnet, wandeln Wärme in elektrische Energie um.
| Name bzw. Standort                                        | Typ                                                | Betreiber                 | Nennleistung (MW)              | Regelarbeit (GWh/Jahr) | In Betrieb von bis | Bemerkungen |
| --------------------------------------------------------- | -------------------------------------------------- | ------------------------- | ------------------------------ | ---------------------- | ------------------ | --- |
| Fernheizkraftwerk Linz-Mitte                              | Kraftwärmekopplung                                 | Linz AG                   | 227 MW                         |                        | 1970 – jetzt       | Die Anlage besteht aus zwei Einheiten: 1A: Gasturbinenanlage (73 MW elektrisch) mit nachgeschalteter Gegendruck-Turbine mit drei Heizkondensatoren für Fernwärmeuskopplung (30 MW elektrisch, 85 MW Fernwärme), 1B: Gasturbinenanlage (77 MW elektrisch) mit nachgeschalteter Entnahme-Kondensationsturbine mit Fernwärmeauskopplung (47 MW elektrisch, 86 MW Fernwärme). |
| Biomassekraftwerk Linz (am Standort FHKW Linz-Mitte)      | Kraftwärmekopplung                                 | Linz AG                   | 8,9 MW                         | 60 GWh                 | 2005 – jetzt       | Einsatz von Biomasse Waldhackgut. Fernwärmeauskopplung max. ca. 21 MW. |
| Reststoffheizkraftwerk Linz (am Standort FHKW Linz-Mitte) | Kraftwärmekopplung                                 | Linz AG                   | 20 MW                          |                        | 2012 – jetzt       | In einem Wirbelschichtofen werden jährlich ca. 200.000 Tonnen Reststoffe und ca. 50.000 Klärschlamm verbrannt. Fernwärmeauskopplung max. ca. 40 MW. |
| Fernheizkraftwerk Linz-Süd                                | Kraftwärmekopplung                                 | Linz AG                   | 172 MW                         | 490 GWh                | 1993 – jetzt       | Die Anlage besteht aus drei Gasturbinensätzen (je 40 MW elektrische Leistung) mit drei nachgeschalteten Abhitzekesseln und zwei Dampfturbinensätzen (36 MW und 16 MW elektrische Leistung). Die jährliche Fernwärmeerzeugung beträgt ca. 350 GWh. |
| Kraftwerk voestalpine Linz                                | Dampfkraftwerk mit Dampf- und Fernwärmeauskopplung | voestalpine AG            | 267 MW                         | 1750 GWh               | 1941 – jetzt       | Das Kraftwerk dient zur Eigenversorgung des Hüttenwerks in Linz und deckt ca. 90 % des Strombedarfs. Als Brennstoff wird überwiegend Kuppelgas (Gichtgas, Kokereigas) verwendet. Neben elektrischem Strom werden jährlich ca. 650.000 Tonnen Industriedampf sowie ca. 100 GWh Fernwärme zur Beheizung der Bürogebäude und Fabrikshallen erzeugt.                          |
| Biomasseheizkraftwerk Steyr                               | Kraftwärmekopplung                                 | Bioenergie Steyr GmbH     | 5,7 MW                         | 45 GWh                 | 2012 – jetzt       | Einsatz von Biomasse Waldhackgut. Versorgung der Stadt Steyr mit Fernwärme. 49 %im Eigentum der Energie AG Wärme GmbH; 51 % gehören der EVN Wärme GmbH |
| Fernheizkraftwerk Wels                                    | Kraftwärmekopplung                                 | Wels Strom GmbH           | 47 MW                          | 148 GWh                | 1959 – jetzt       | Die Anlage besteht aus zwei Gasturbinenanlagen (je 15 MW elektrische Leistung) mit nachgeschalteten Abhitzekesseln und einer Entnahmekondensationsturbine (17 MW elektrische Leistung) mit Kondensator und zwei Hybridkühltürmen. Die maximale Fernwärmeleistung beträgt 86 MW.                                                                                           |
| GuD-Kraftwerk Timelkam                                    | Gas-und-Dampf-Kombikraftwerk                       | Energie AG Oberösterreich | 405 MW                         | 2000 GWh               | 2008 – jetzt       | Angeschlossen an das Erdgas-Netz mit Absicherung durch den Erdgasspeicher Puchkirchen, liefert zusätzlich Fernwärme von 100 MW Leistung mit 140 GWh pro Jahr |
| Kraftwerk Timelkam Biomasse                               | Biomasseheizkraftwerk                              | Energie AG Oberösterreich | 15 MW                          | 95 GWh                 | 2005 – jetzt       | Liefert zusätzlich Fernwärme von 15 MW Leistung mit 88 GWh pro Jahr |
| Kraftwerk Timelkam 1                                      | Kondensationskraftwerk                             | Energie AG Oberösterreich | 5,6 MW (1925) bis 62 MW (1958) |                        | 1925–1986          | Ursprünglich zur Nutzung der Braunkohle aus dem WTK-Hausruckrevier errichtet, Stilllegung 1986 |
| Kraftwerk Timelkam 2                                      | Kondensationskraftwerk                             | Energie AG Oberösterreich | 60 (66) MW                     |                        | 1962–2009          | Braunkohle, ab 1997 Steinkohle |
| Kraftwerk Timelkam 3                                      | Gas-und-Dampf-Kombikraftwerk                       | Energie AG Oberösterreich | 120 MW                         |                        | 1974–2013          | Angeschlossen an das Erdgas-Netz mit Absicherung durch den Erdgasspeicher Puchkirchen, dient mit Absicherung durch den Erdgasspeicher Puchkirchen zur Produktion von Spitzenstrom. |
| Riedersbach I                                             | Kondensationskraftwerk                             | Energie AG Oberösterreich | 55 MW                          |                        | 1969–2010          | Ursprünglich zur Nutzung der Braunkohle aus dem SAKOG-Revier errichtet, wurde 1995 zur Verfeuerung von Steinkohle und Heizöl schwer umgebaut, liefert zusätzlich Fernwärme. |
| Riedersbach II                                            | Kondensationskraftwerk                             | Energie AG Oberösterreich | 168 MW                         | 700 GWh                | 1986–2016          | Ursprünglich zur Nutzung der Braunkohle aus dem SAKOG-Revier errichtet, nach dessen Stilllegung im Jahr 1993 mit großem technischen Aufwand umgebaut. Verfeuerte hauptsächlich Steinkohle und liefert zusätzlich Fernwärme. Ende der Kohleverstromung am 23. März 2016.                                                                                                   |